# غونزالو لونجو
غونزالو لونجو (بالإسبانية: Gonzalo Longo) هو لاعب اتحاد الرغبي أرجنتيني، ولد في 14 مارس 1974 في بوينس آيرس في الأرجنتين.

## وصلات خارجية
- غونزالو لونجو عل موقع إسبنسكروم (الإنجليزية)
- غونزالو لونجو على موقع ItsRugby.co.uk (الإنجليزية)